# Янків Мирон Дмитрович
Миро́н Дми́трович Я́нків (нар. 25 липня 1951, Лисовичі, Стрийський район, Дрогобицька область, Українська РСР, СРСР) — український учений-економіст і державний діяч, академік АН ВШ України.

## Життєпис
У 1973 р. закінчив Львівський державний університет ім. І. Франка, спеціальність — планування народного господарства. Кандидат економічних наук (1979). Доктор економічних наук. Професор (1993).
- З 09.1968 р. по 07.1973 р. — студент Львівського державного університету ім. І. Франка.
- з 07.1973 р. по 09.1975 р. — викладач Тернопільського фінансово-економічного інституту.
- з 09.1975 р. по 09.1978 р. — аспірант Львівського державного університету ім. І. Франка.
- з 09.1978 р. по 11.1988 р. — асистент, доцент, старший науковий співробітник Львівського державного університету ім. І. Франка.
- з 11.1988 р. по 06.1990 р. — завідувач сектору економіки і прогресивних форм організації праці аграрного відділу Львівського обкому компартії України.
- з 07.1990 р. по 07.1994 р. — доцент, завідувач кафедри економіки і організації сільськогосподарського виробництва Львівської академії ветеринарної медицини ім. С. З. Гжицького.
- з 07.1994 р. по 12.1995 р. — голова комітету економіки Львівського облвиконкому.
- з 12.1995 р. по 03.1997 р. — начальник головного управління економіки Львівської облдержадміністрації.
- з 03.1997 р. по 05.1998 р. — заступник голови Львівської облдержадміністрації[1].
- з 05.1998 р. по 02.2000 р. — перший заступник голови Львівської облдержадміністрації.
- з 02.2000 р. по 04.2002 р. — керівник Торгово-економічної місії у складі Посольства України в Республіці Польща.
- з 04.2002 р. по 06.2003 р. — голова Львівської облдержадміністрації[2].
- З 2004 — 2005 р. — Надзвичайний і Повноважний Посол України у Латвійській Республіці[3][4].
- З 2010 р. — перший заступник Голови Львівської облдержадміністрації. Пішов на пенсію 25 липня 2011 року.
- З 12 серпня 2011 року — Генеральний консул України у Гданську.
- з березня 2015 по 02 травня 2022 року — ректор Львівського інституту менеджменту.

## Наукова діяльність
- Основна сфера наукових інтересів: формування ефективних організаційно-економічних механізмів розвитку та функціонування національного агропромислового комплексу в умовах ринкових трансформацій; державна політика в сучасному розвитку агропромислового виробництва в умовах багатоукладної економіки; розробка системи показників та балансовий інструментарій для стратегічного, регіонального та галузевого планування і прогнозування розвитку АПК.

- Найбільш суттєві теоретичні і практичні результати досліджень автора були опубліковані в понад 100 статтях та 12 монографіях, серед яких одноосібна: «Організаційно-економічні механізми розвитку і функціонування АПК України» (2000). Опублікував ряд навчальних підручників та посібників, із них одноосібний: «Совершенствование планирования агропромышленного комплекса региона» (1989).

- Підготував 12 кандидатів та докторів наук.

- Віце-президент Польсько-Української Господарської Палати.